# 浸信會愛羣社會服務處

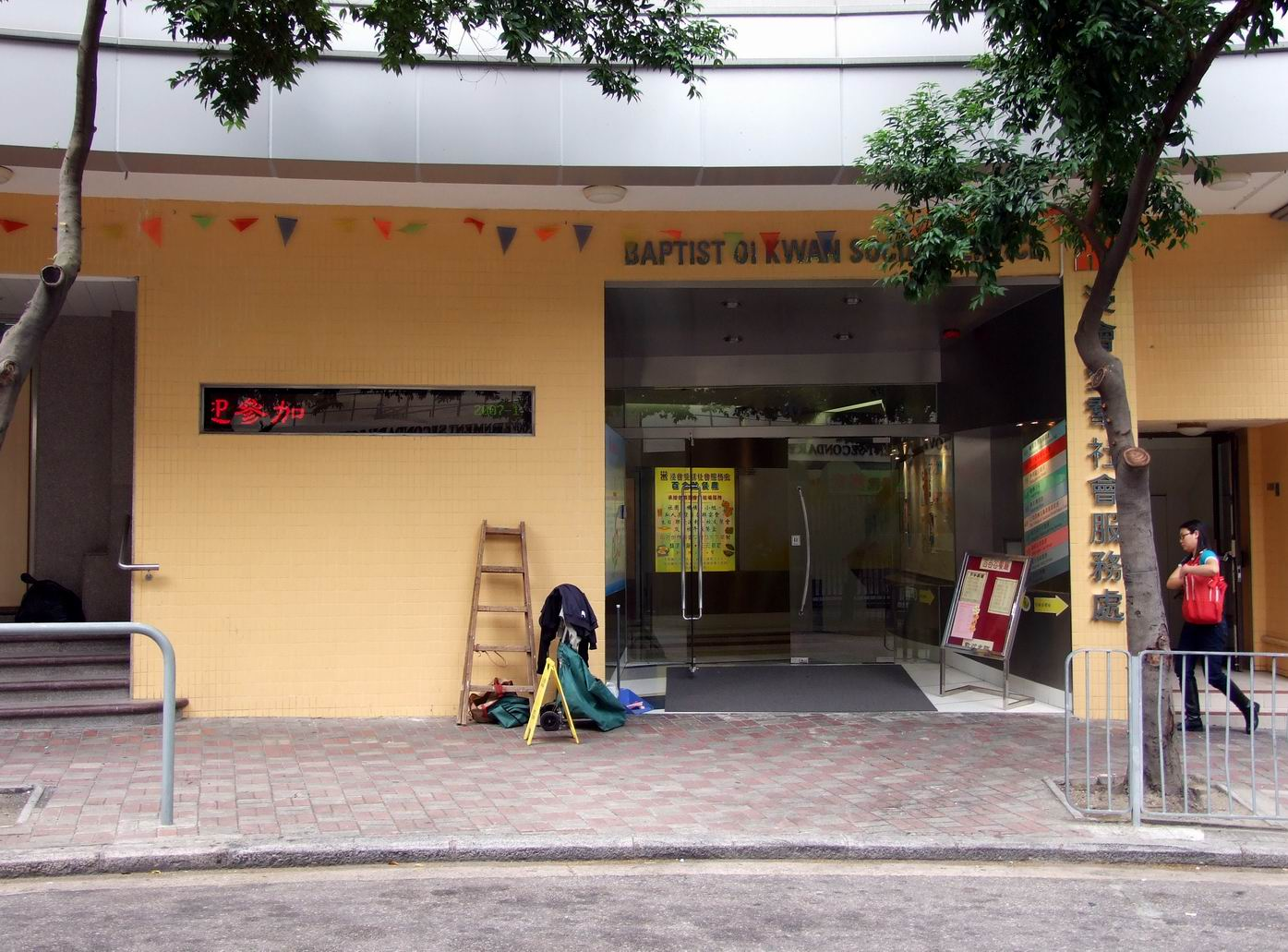
浸信會愛羣社會服務處

浸信會愛羣社會服務處在1978年由香港浸信會聯會授權浸會學院籌辦，並於1982年初開始成為政府資助及認可的社會服務機構，為灣仔及銅鑼灣區居民提供多元化之服務。經過二十多年的發展，現時服務範圍已經擴展至全港各區，同工數目亦由原先的三十多人增加至超過三百多人，提供多元化的社會服務。
- 主席 : 梁傑晃
- 第一副主席 : 郭嘯南
- 第二副主席 : 白智信
- 書記 : 張廣德
- 副書記 : 黎耀民
- 司庫 : 葉耀昌
- 常務 : 何鏡明、羅志祥、譚日旭、張愛娥
- 成員 : 唐榮敏、王融峘、梁家瑋、曾家求、馮祥添、雷素心、潘廣輝、鄭玉珍、梁沛忠
- 義務法律顧問 : 楊彼得